# Suvereto
Suvereto è un comune italiano di 2 909 abitanti della provincia di Livorno in Toscana.
Il paese è uno dei comuni della Val di Cornia, sede di importanti aziende vinicole (qui si produce il DOC Val di Cornia Suvereto) e fa parte dell'associazione Città del Vino.
Il comune è stato premiato con "Bandiera arancione" conferita dal Touring Club Italiano e fa parte del circuito de "I borghi più belli d'Italia".
La frazione di Prata è nota per essere la zona d'origine e di produzione del Lazzero di Prata, una pregiata tipologia d'olivo che prende il nome dalla località.
Il toponimo è attestato per la prima volta nel 973 e deriva dal latino suber, "sughero", per cui Suvereto è il "bosco di sugheri".

## Geografia fisica

### Territorio
Il comune, facente parte del circondario della Val di Cornia, all'estremità meridionale della provincia, dista solo pochi minuti dalla costa tirrenica ed è situato nel cuore della Maremma Livornese.
Confina a est con la provincia di Pisa, a sud-est con quella di Grosseto.
- Classificazione sismica: zona 4 (sismicità molto bassa)[5]

### Clima
- Classificazione climatica: zona C, 1162 GR/G
- Diffusività atmosferica: alta, Ibimet CNR 2002

## Monumenti e luoghi d'interesse

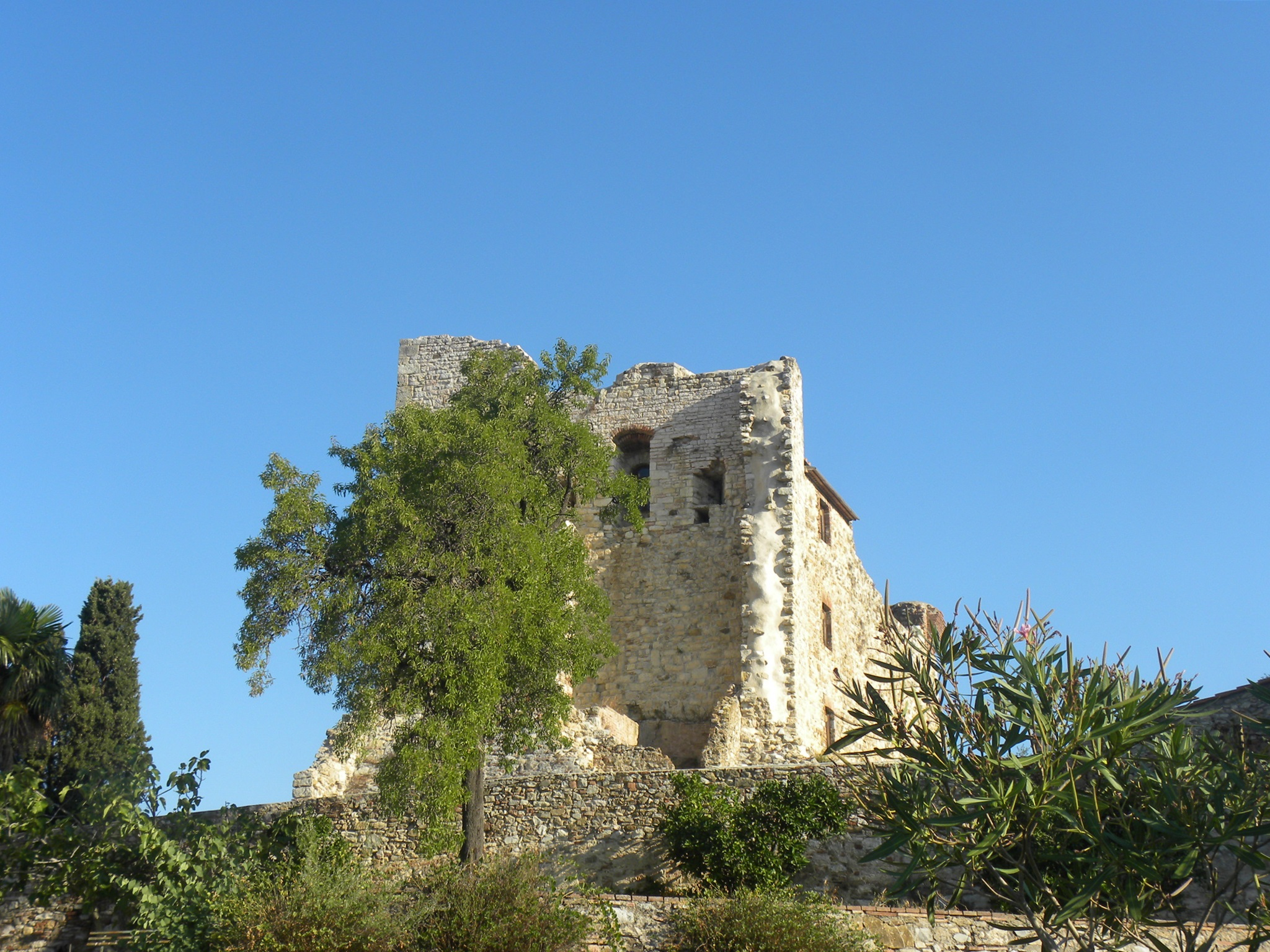
La rocca aldobrandesca

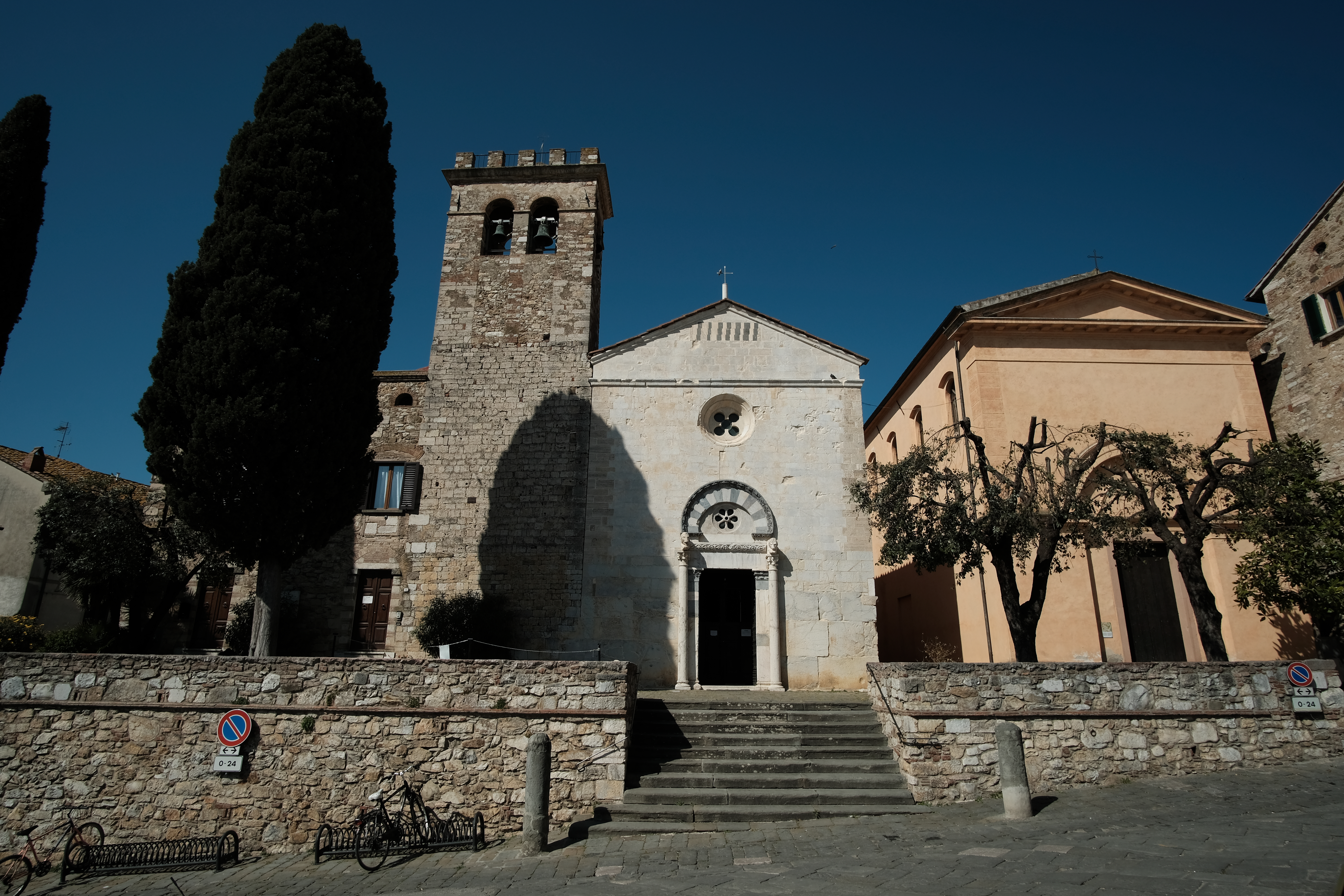
La pieve di San Giusto

### Architetture civili
- Rocca aldobrandesca
- Palazzo del Comune, da otto secoli sede del municipio
- Fonte degli Angeli
- Cantina Petra

### Architetture religiose
- Chiesa della Santissima Annunziata
- Chiesa del Crocifisso
- Chiesa della Madonna di sopra la Porta
- Ex convento di San Francesco
- Pieve di San Giusto
- Chiesa di San Tommaso

### Parchi
Nel comune di Suvereto è possibilie visitare il Parco interprovinciale di Montioni, facente parte del sistema dei Parchi della Val di Cornia, un parco caratterizzato da una ricca fauna, rari esempi di flora tipicamente mediterranea e importanti monumenti di epoca napoleonica recentemente ristrutturati nella piccola frazione di Montioni, quali le terme, cosiddette "della Baciocca" e un obelisco commemorativo dedicato a Elisa Bonaparte, sorella di Napoleone Bonaparte e principessa di Lucca e Piombino.

## Società

### Evoluzione demografica
Abitanti censiti

### Etnie e minoranze straniere
Secondo i dati ISTAT al 31 dicembre 2018 la popolazione di Suvereto è per circa l'86,22% di cittadinanza italiana. La popolazione straniera residente ammontava a 422 persone, il 13,78% della popolazione. Le nazionalità maggiormente rappresentate in base alla loro percentuale sul totale della popolazione residente erano:
1. Romania, 113 – 3,69%
2. Macedonia del Nord, 67 – 2,19%
3. Ucraina, 37 – 1,21%
4. Marocco, 36 – 1,18%
5. Svizzera, 26 – 0,85%
6. Nigeria, 20 – 0,65%

### Religione
La maggioranza della popolazione è di religione cristiana di rito cattolico, diocesi di Massa Marittima-Piombino.

### Tradizione e folclore
Il palio di Suvereto è una manifestazione che si svolge due volte l'anno. Si tratta di una gara fra squadre di “spingitori”, che si disputa per le vie lastricate del centro storico. Le coppie di spingitori mettono la botte da 5 quintali di pancia e la spingono, più uniformemente possibile, sul circuito cercando di superare gli avversari. 
Il primo, il palio di Santa croce, si tiene a maggio in concomitanza delle feste patronali mentre il secondo cade il 13 di agosto ed è chiamato palio dell'Imperatore.
Il palio originariamente si correva a cavallo in occasione dei festeggiamenti del patrono del paese ed ha un'origine antica (negli Statuti della Comunità di Suvereto del 1700 vi si faceva già riferimento come a un'“antica” tradizione). I vecchi suveretani ricordano le corse a cavallo che si disputavano sulla strada allora sterrata che portava dalla periferia del paese (“l'Alberone”) fin davanti alla millenaria pieve di San Giusto. Gli stessi cavalieri andavano a difendere gli onori del palio anche nella vicina Castagneto, come dimostra uno stendardo salvato dal crollo della chiesa del Crocifisso dove era custodito insieme ad altri cimeli. La tradizione fu ripresa negli anni '70 in occasione della locale Sagra del Cinghiale, gareggiando con gare di tiro con l'arco e dando vita anche al corteo storico locale, classico corollario di queste manifestazioni. Nel 1984 gli Amici di Suvereto, associazione che riportò in vita il palio, vollero riportare il Palio nella sua data canonica (le feste patronali di maggio), unendo al tiro con l'arco anche una gara podistica e, soprattutto, rilanciando la corsa a cavallo di secolare memoria. Nel 1994, per motivi di sicurezza, si optò per un altro tipo di gara, ovvero nel palio delle botti unendo l'antica tradizione del palio fra i terzieri paesani con la tradizione vinicola.
Il secondo palio, ossia il palio dell'imperatore che si disputa il 13 agosto venne aggiunto in seguito in onore di Arrigo VII di Lussemburgo, Imperatore del Sacro Romano Impero che morì improvvisamente a Buonconvento (Siena) durante una campagna militare per rimettere in riga le signorie italiche. Le sue spoglie sostarono nel castello ghibellino di Suvereto dal 1313 al 1315, prima di essere traslate nel mausoleo dedicatogli nel Duomo di Pisa. Secondo la tradizione lo stesso Dante Alighieri - grande sostenitore dell'«imperatore della speranza» cui dedicò versi nella Divina Commedia («l'Alto Arrigo») - venne a Suvereto nella millenaria chiesa romanica di S. Giusto a rendere omaggio alla salma dell'Imperatore.
Il paese di Suvereto è diviso in terzieri, Castello, San Francesco e Borgo. Castello (nero e giallo) è la parte destra del paese più vicina alla rocca aldobrandesca, San Francesco (rosso e blu) invece si trova sulla parte sinistra e prende il nome dall'omonimo ex-convento di cui rimangono la chiesa e il chiostro. Borgo (verde e giallo) invece è la parte più esterna del paese. A questi terzieri canonici si aggiungono le frazioni, Forni e ferriere (rosso-giallo), Prata (rosso bianca), Belvedere e San Lorenzo.
La Sagra del Cinghiale è una storica manifestazione che si svolge da quasi 50 anni in dicembre, nei fine settimana intorno all'8 dicembre. La sagra da sempre punta alla valorizzazione dei prodotti tipici, della gastronomia locale, dell'artigianato e in generale delle tradizioni del territorio. Nel corso degli anni convegni ed iniziative hanno trattato ed approfondito aspetti socio economici legati a Suvereto e alla Val di Cornia.

## Cultura

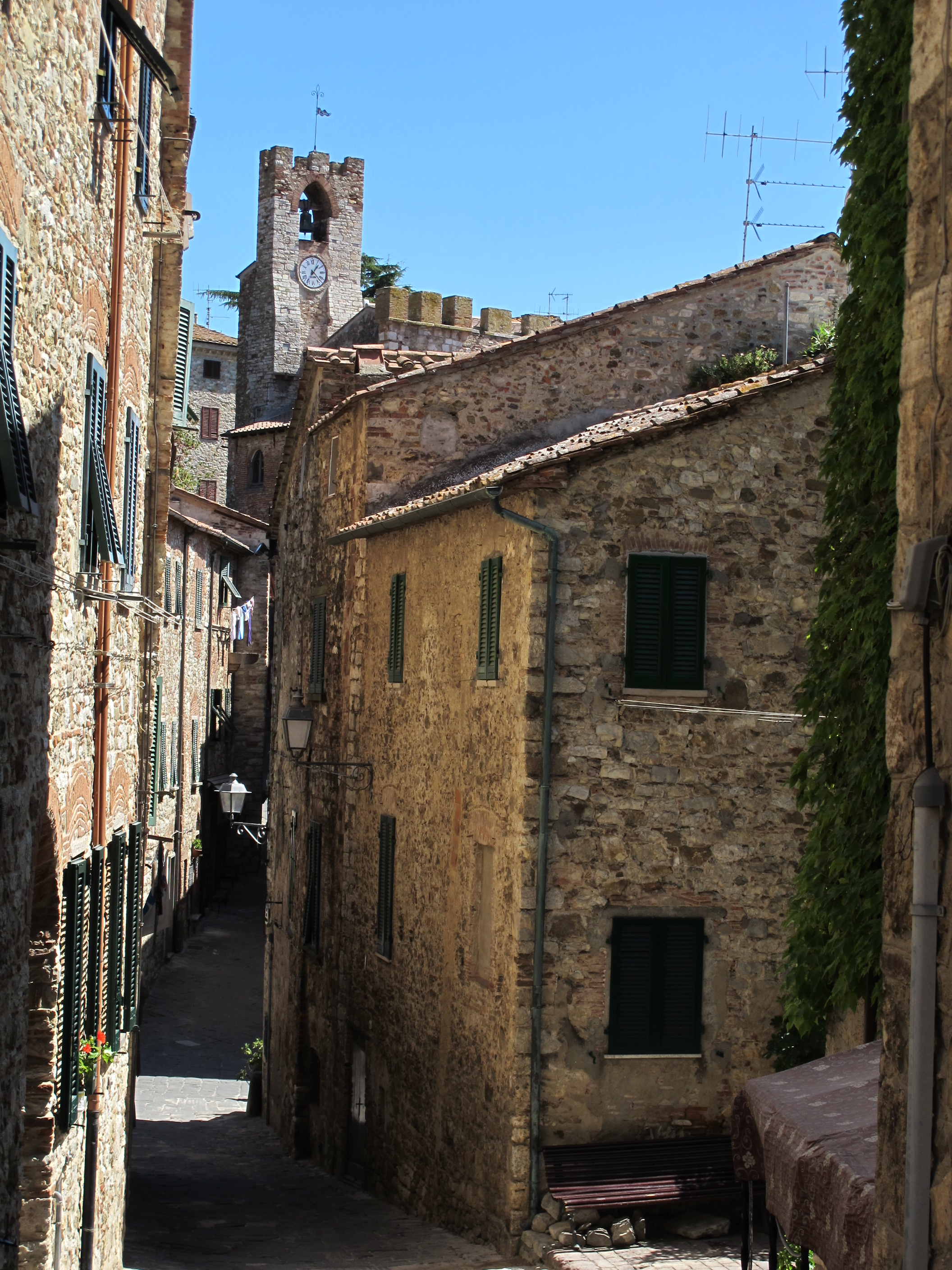
Strade di Suvereto

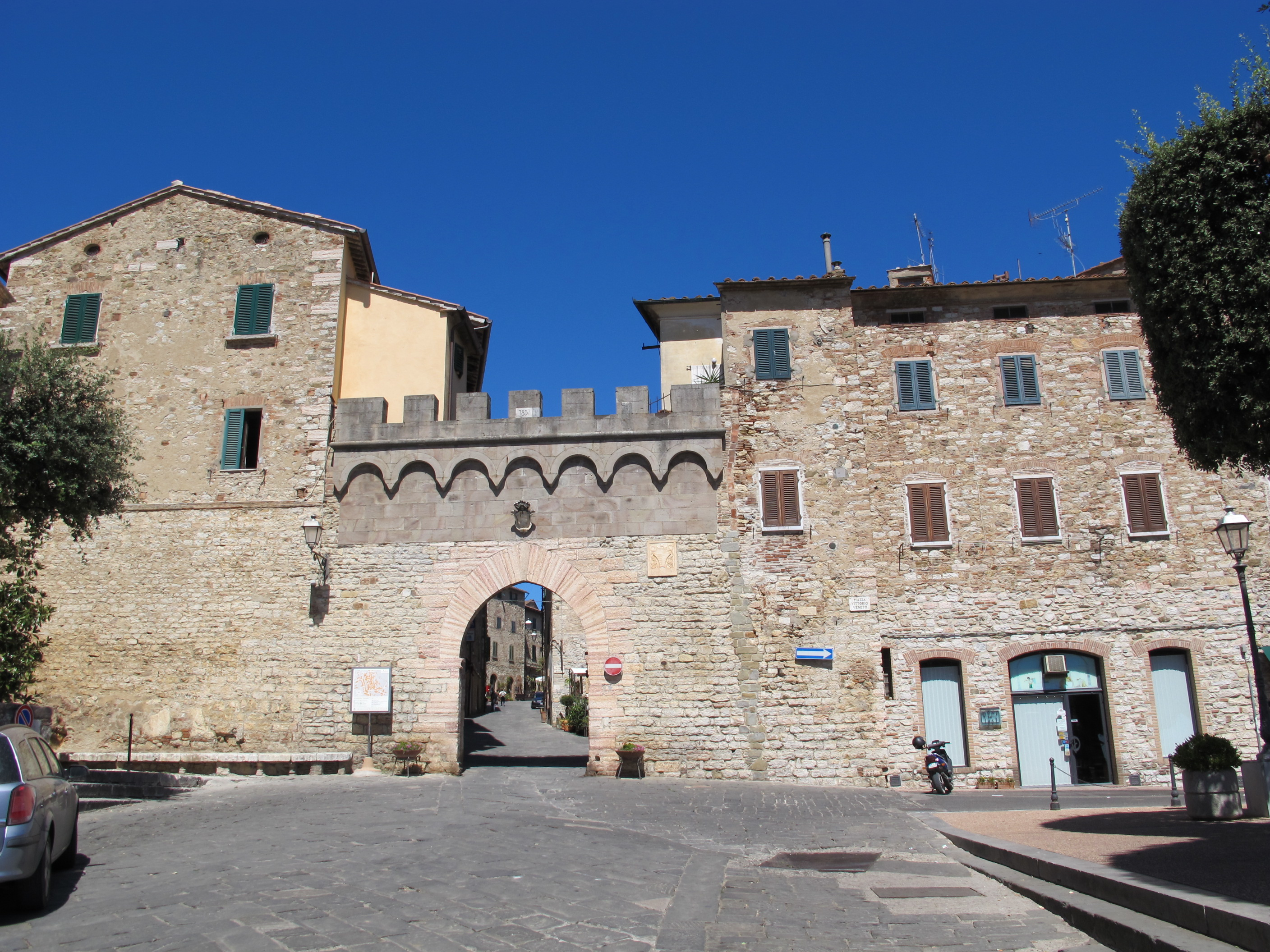
Una porta cittadina

### Musei
- Museo di Arte Sacra: Il museo ha sede nella chiesa di San Michele arcangelo, costruita nel 1881 dalla compagnia della Misericordia. La chiesa fu abbandonata poco dopo e fu adibita a sala parrocchiale. Nel 1999, grazie ad un ottimo restauro, fu riportata al vecchio aspetto e fu realizzato l'attuale Museo di Arte Sacra che conserva le opere del patrimonio parrocchiale e artistico locale. Nel museo non sono solo conservati alcuni dipinti (XVII-XVIII sec.), ma anche due statue lignee attribuite a Lorenzo di Pietro detto il Vecchietta, raffiguranti l'angelo annunciante e la Madonna annunciata. Si può inoltre ammirare la quattrocentesca formella marmorea La Madonna della Fonte degli Angeli di Andrea Guardi, restaurata nel 1995.
- Museo artistico della bambola - Collezione Maria Micaelli: La collezione, donata da Maria Micaelli, mostra al visitatore l'evoluzione delle tecniche costruttive e il mutamento di stile verificatisi nei secoli nella creazione della bambole. Vi sono esposti esemplari di notevole importanza storica e artistica, e manufatti di diversi artisti contemporanei.

## Infrastrutture e trasporti
Suvereto si trova poco distante dalla strada statale Aurelia (uscita Venturina, nel comune di Campiglia Marittima), che lo collega a nord all'autostrada A12, a Livorno e a Genova, mentre a sud a Grosseto e al Lazio.
Lo scalo ferroviario più prossimo è la stazione di Campiglia Marittima, sulla ferrovia Tirrenica.

## Amministrazione
| Periodo        | Periodo        | Primo cittadino  | Partito                           | Carica  | Note |
| -------------- | -------------- | ---------------- | --------------------------------- | ------- | ---- |
| 24 aprile 1995 | 13 giugno 1999 | Rossano Pazzagli | lista civica centro-sinistra      | Sindaco |      |
| 14 giugno 1999 | 12 giugno 2004 | Rossano Pazzagli | lista civica centro-sinistra      | Sindaco |      |
| 13 giugno 2004 | 7 giugno 2009  | Giampaolo Pioli  | lista civica Suvereto democratico | Sindaco |      |
| 8 giugno 2009  | 25 maggio 2014 | Giampaolo Pioli  | lista civica Suvereto democratico | Sindaco |      |
| 26 maggio 2014 | 26 maggio 2019 | Giuliano Parodi  | lista civica Assemblea popolare   | Sindaco |      |
| 27 maggio 2019 | in carica      | Jessica Pasquini | lista civica Assemblea popolare   | Sindaco |      |